# 永州路
永州路，元朝时设置的一个路
至元十四年（1277年）升永州置，治所在零陵县（今湖南省永州市）。属湖广等处行中书省。辖境相当今湖南省永州、祁阳、东安、祁东等市县地。明朝洪武元年（1368年）改为永州府。